# Nigrospora panici
Nigrospora panici är en svampart som beskrevs av Zimm. 1902. Nigrospora panici ingår i släktet Nigrospora, ordningen Trichosphaeriales, klassen Sordariomycetes, divisionen sporsäcksvampar och riket svampar.   Inga underarter finns listade i Catalogue of Life.